# Eucheilota menoni
Eucheilota menoni is een hydroïdpoliep uit de familie Lovenellidae. De poliep komt uit het geslacht Eucheilota. Eucheilota menoni werd in 1862 voor het eerst wetenschappelijk beschreven door A. Agassiz. 